# Roesalina
Roesalina (Bulgaars: Русалина) is een dorp in Bulgarije. Het dorp is gelegen in de gemeente Tsjernootsjene, oblast Kardzjali. Het dorp ligt 17 km ten noorden van Kardzjali en 187 km ten zuidoosten van de hoofdstad Sofia. 

## Bevolking
Op 31 december 2020 werden er slechts 2 inwoners in het dorp Roesalina geregistreerd door het Nationaal Statistisch Instituut van Bulgarije.
De etnische samenstelling van het dorp is onbekend.
Van de 6 inwoners die in februari 2011 werden geregistreerd, waren er 4 tussen de 15-64 jaar oud, terwijl er 2 inwoners 65 jaar of ouder waren.